# Germán Arce
Germán Arce Zapata, né le 2 avril 1972 à Buga, est un économiste et un homme politique colombien. Il a notamment été ministre des Mines et de l'Énergie durant la présidence de Juan Manuel Santos.